# Amegilla aerizusa
Amegilla aerizusa là một loài Hymenoptera trong họ Apidae. Loài này được Vachal mô tả khoa học năm 1903.